# Liste der Biografien/Koln
Liste der Biografien |
Portal Biografien |
Personensuche
# |
A |
B |
C |
D |
E |
F |
G |
H |
I |
J |
K |
L |
M |
N |
O |
P |
Q |
R |
S |
T |
U |
V |
W |
X |
Y |
Z |
?
 
Ka |
Kb |
Kc |
Kd |
Ke |
Kf |
Kg |
Kh |
Ki |
Kj |
Kl |
Km |
Kn |
Ko |
Kp |
Kr |
Ks |
Kt |
Ku |
Kv |
Kw |
Ky |
Kx |
Kz
 
Koa |
Kob |
Koc |
Kod |
Koe |
Kof |
Kog |
Koh |
Koi |
Koj |
Kok |
Kol |
Kom |
Kon |
Koo |
Kop |
Kor |
Kos |
Kot |
Kou |
Kov |
Kow |
Kox |
Koy |
Koz
 
Kola |
Kolb |
Kolc |
Kold |
Kole |
Kolf |
Kolg |
Kolh |
Koli |
Kolj |
Kolk |
Koll |
Kolm |
Koln |
Kolo |
Kolp |
Kolr |
Kols |
Kolt |
Kolu |
Kolv |
Kolw |
Koly |
Kolz
Die Liste der Biografien führt alle Personen auf, die in der deutschsprachigen Wikipedia einen Artikel haben. Dieses ist eine Teilliste mit 11 Einträgen von Personen, deren Namen mit den Buchstaben „Koln“ beginnt.

## Koln
- Köln, Johann von, deutscher Maler

### Kolna
- Kolnai, Aurel (1900–1973), österreichisch-britischer Philosoph

### Kolnb
- Kolnberger, Anton M. (1906–1976), deutscher Zeichner und Autor
- Kolnberger, Evelyne (1941–2018), deutsche Schriftstellerin und Übersetzerin

### Kolne
- Kolneder, Walter (1910–1994), österreichischer Musikwissenschaftler und Bratschist
- Kolneder, Wolfgang (1943–2010), österreichischer Theaterregisseur
- Kölner, Johann Rudolf (1800–1877), Schweizer Publizist
- Kölner, Johannes († 1490), deutscher Kanonist, Dominikaner und Dekan

### Kolni
- Kolnik, Arthur (1890–1972), französischer Illustrator und Maler
- Kolník, Juraj (* 1980), slowakisch-kanadischer Eishockeyspieler
- Kolník, Ľubomír (* 1968), slowakischer Eishockeyspieler